# Gerlachovský štít
Der Gerlachovský štít (Ausspracheⓘ, slowakisch umgangssprachlich auch Gerlach oder Gerlachovka, deutsch Gerlsdorfer Spitze, umgangssprachlich auch Gerlachspitze oder Gerlsdorferin, ungarisch Gerlachfalvi-csúcs, polnisch Gerlach oder Gierlach, umgangssprachlich auch Girłach oder Garłuch) ist der höchste Berg der Hohen Tatra, des 1500 km langen Karpaten-Gebirgskammes und der Slowakei, sowie der höchste Berg Mitteleuropas östlich der Alpen.
Die exakte Höhe des Berges beträgt 2654,4 m n.m., obwohl landläufig 2655 m n.m. angegeben werden. Das pyramidenartige Aussehen des Bergmassivs wird durch einen großen Kessel markiert. Trotz der relativ geringen Höhe gegenüber anderen Hochgebirgen der Welt ragt der Berg 2000 Höhenmeter über das Tal. Der Gerlachovský štít war in der Geschichte bis 1918 der höchste Berg des Königreichs Ungarn und von 1918 bis 1992 der höchste der Tschechoslowakei.
1997 wurde auf dem Gipfel ein eisernes Gipfelkreuz aufgestellt.

## Geographie

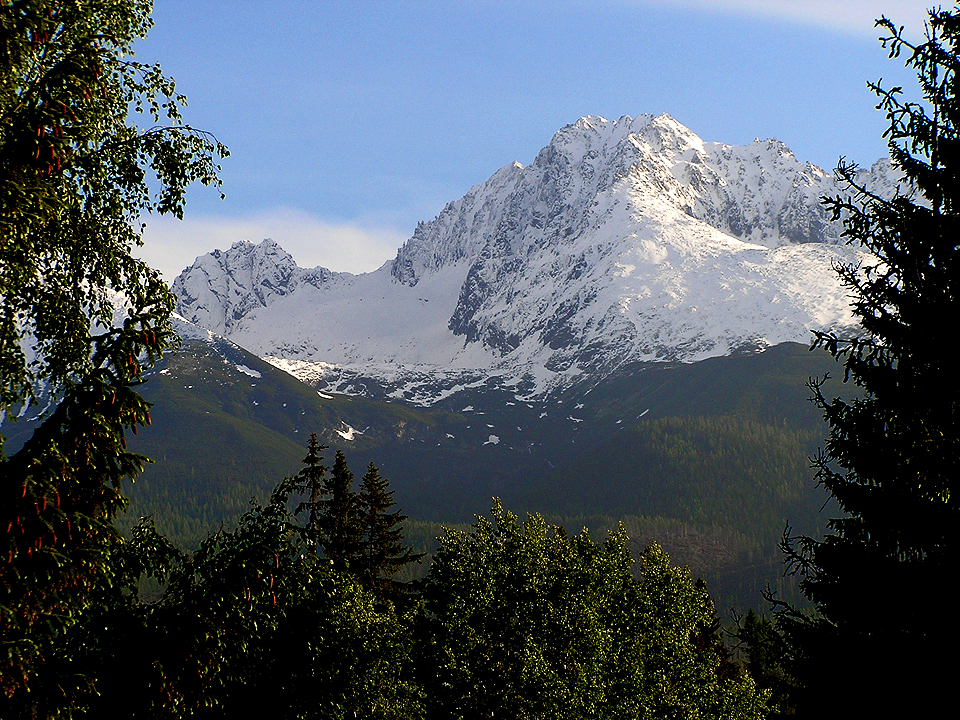
Der schneebedeckte Berg im Herbst

Der Gerlachovský štít befindet sich südlich des Hauptkamms der Hohen Tatra, auf einem grob südöstlich verlaufenden Seitengrat, der am Nachbarberg Zadný Gerlach (2616 m n.m., Hintergerlach) sich vom Hauptkamm abzweigt. Zwischen den beiden Bergen liegt die Scharte Gerlachovské sedlo (ca. 2593 m n.m., Gerlsdorfer Scharte/Tetmajer-Scharte) und gleich danach der Hauptberg. Weiter nach Südosten folgen der Sattel Batizovská priehyba (Botzdorfer Übergang), der Felsturm Gerlachovská veža (2616 m n.m., Mittlere Gerlsdorfer Spitze), die Scharten Gerlachovská priehyba und Štrbina za Kotlovým štítom mit dem dazwischen liegenden Felsturm Gerlachovský zub, bevor sich der Grat am Kotlový štít (2601 m n.m., Kesselspitze) verzweigt. Der südwestliche Ast heißt Dromedárov chrbát (Dromedarrücken), der südöstliche Čertov chrbát (Teufelsrücken), zwischen beiden erstreckt sich der charakteristische Kessel, der den Namen Gerlachovský kotol (Gerlsdorfer Kessel) trägt.
Nach Westen liegt das Tal Batizovská dolina (Botzdorfer Tal), nach Osten das Tal Velická dolina (Felker Tal). Zum Fuß des Zadný Gerlach (also nicht zum Gerlachovský štít) im Norden greift das Tal Kačacia dolina (Entental) im Talsystem der Bielovodská dolina (Poduplazkital).

## Namen

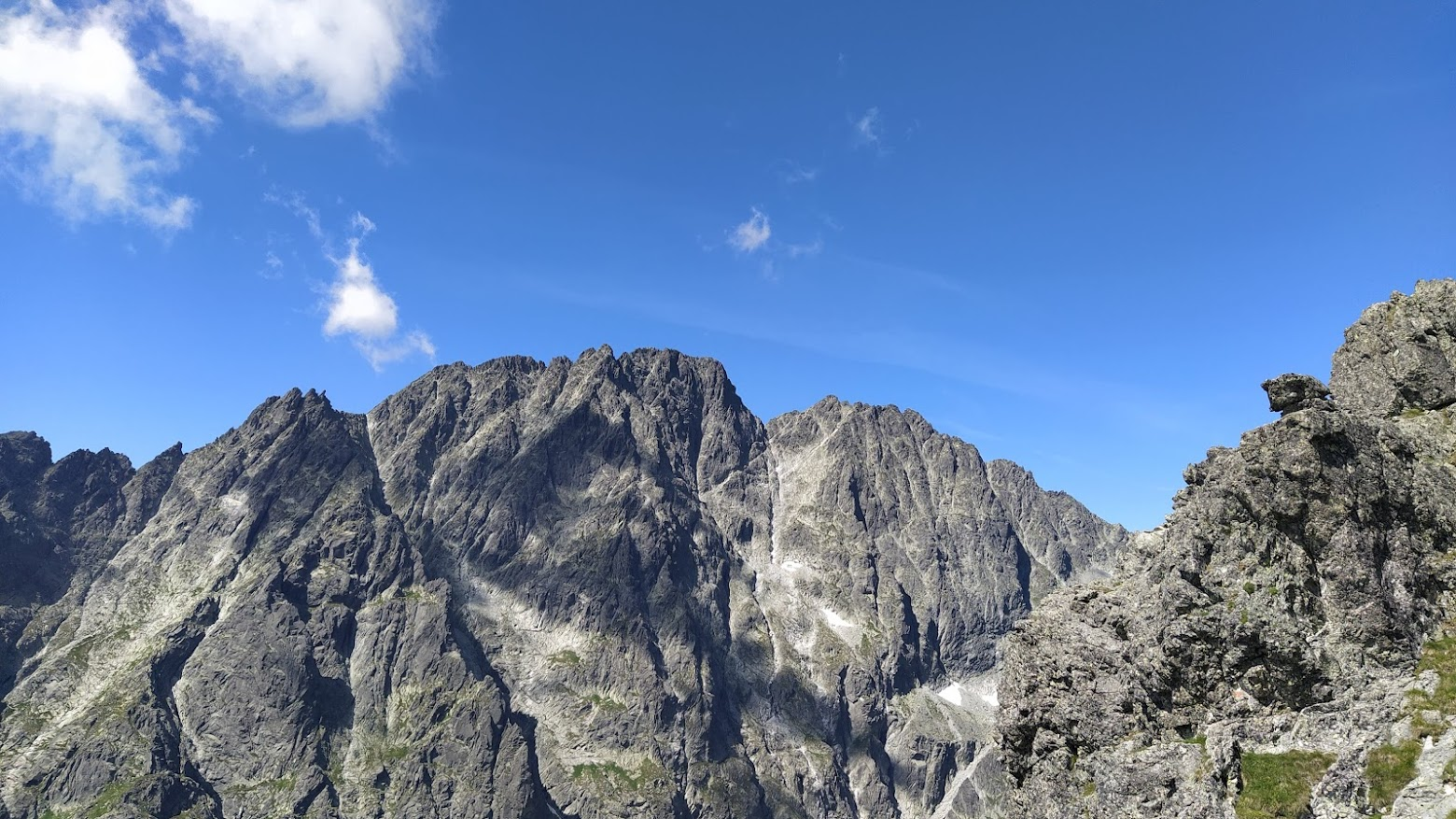
Der Gerlachovský štít von der Scharte Granátová lávka weiter östlich

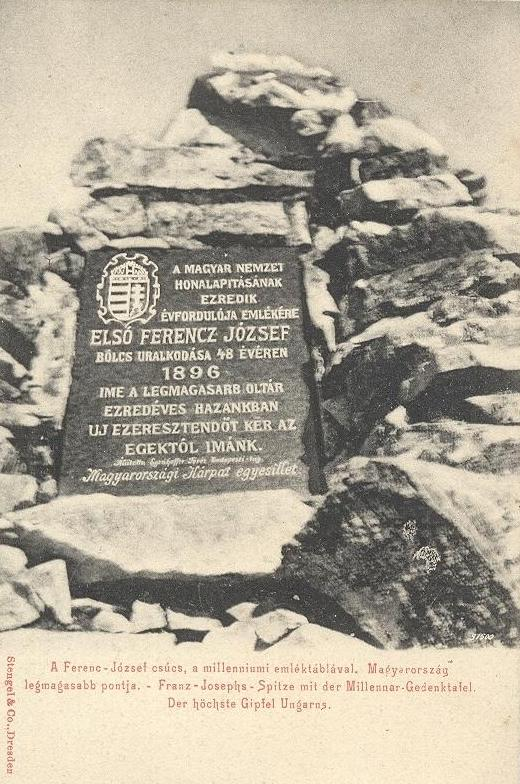
Die Franz-Joseph-Spitze-Gedenktafel

Der Name leitet sich vom ehemals von Karpatendeutschen (Zipser Sachsen) besiedelten und im Mittelalter gegründeten Ort Gerlachov (deutsch Gerlsdorf) in der Zips am Fuße des Berges ab, dessen Gemeindegebiet bis 1947 den Berg einschloss. Der Ortsname ehrt den Gründer, den karpatendeutschen Richter Gerlach aus Spišská Sobota (deutsch Georgenberg). Als Möglichkeit wird auch die Deutung Geröllsdorf wegen der dicken Steine im Dorfbach angegeben, diese These wird aber vom slowakischen Tatra-Historiker Ivan Bohuš für nicht korrekt gehalten, ebenso wenig die Herleitung des slowakischen Schriftstellers Pavol Dobšinský vom Wort grlach (verwandt mit den Wörtern hŕlach und grúň) für steile, felsige Berghänge.
In einer Karte der Zips von Paul Kray aus dem Jahr 1715, in der die Hohe Tatra zum ersten Mal gewissermaßen detailliert aufgezeichnet ist, erscheint der Gerlachovský štít nicht. In einer Skizze der Hohen Tatra von Georg Buchholtz d. J. aus dem Jahr 1717 erscheint die Sammelbezeichnung Gerlachfalvenses montes (lateinisch für „Berge von Gerlsdorf“), ohne Unterscheidung zwischen einzelnen Gipfeln. Der erste bekannte Name für den einzelnen Berg ist das zipserdeutsche Kösselberg auf einer Karte der Nordzips von Florian Czaki aus dem Jahr 1760. Dieser Name, ebenso wie der 1821 verzeichnete slowakische Name Kotol („Kessel“), beruft sich auf den charakteristischen Kessel auf der Südseite.
Diese Sammelbezeichnung war parallel zum von Ludwig Greiner benutzten Namen Gerlsdorfer Spitze gebräuchlich. Während der ungarischen Herrschaft über die heutige Slowakei als Teil des damaligen Oberungarns, wurde er ungarisch offiziell Gerlachfalvi csúcs genannt. Nach der offiziellen Anerkennung als höchste Spitze der Hohen Tatra musste er aber oft für politische und staatliche Zwecke herhalten:
- bis 1896: Gerlach (generell, insb. slowakisch und polnisch), Gierlach (polnisch), Gerlachspitze (deutsch), Gerlachfalvi csúcs (ungarisch offiziell); die Form Gerlach ist zum ersten Mal 1717 bei J. Buchholtz nachweisbar
- 1892 schlug Frigyes Gaár, ein Notar aus Szombathely, den Namen Szent-István-csúcs (wörtlich Heiliger-Stephan-Spitze) vor, aus dem Vorschlag wurde aber nichts
- 1896–1919: Franz-Joseph-Spitze (deutsch), Ferenc József csúcs (ungarisch), Štít Františka Jozefa (slowakisch), Štít Františka Josefa (tschechisch); 1896 zum tausendjährigen Jubiläum der ungarischen „Landnahme“ umbenannt
- 1919–1949: Gerlach(ovka) (slow.); mit Unterbrechungen:
  - 1918–?: Szczyt Polski (polnisch), Polnische Spitze (deutsch)
  - 1923–?: Štít Legionárov (slow.), Štít legionářů  (tschech.), Legionáriusok csúcsa (ungarisch), Spitze der Legionäre (deutsch); aus Dankbarkeit für die Hilfe der tschechoslowakischen Legionäre bei der Entstehung der Tschechoslowakei umbenannt; um 1932 hieß der Berg jedenfalls schon wieder Gerlach
  - 1939–1945: Slovenský štít (slow.), Slowakische Spitze (deutsch), Szlovák csúcs (ungarisch)
- 1949–1956: Stalinov štít (slow.), Stalinův štít (tschech.), Sztálin csúcs (ungarisch), Stalin-Spitze (deutsch); 1949 Umbenennung „aus Dankbarkeit für die Befreiung“ von den hitlerdeutschen Truppen
- seit 1956: Gerlachovský štít (slow., tschech.), Gerlsdorfer Spitze oder Gerlachspitze (deutsch), Gerlach oder Gierlach (polnisch), Gerlachfalvi csúcs (ungarisch)

## Geschichte

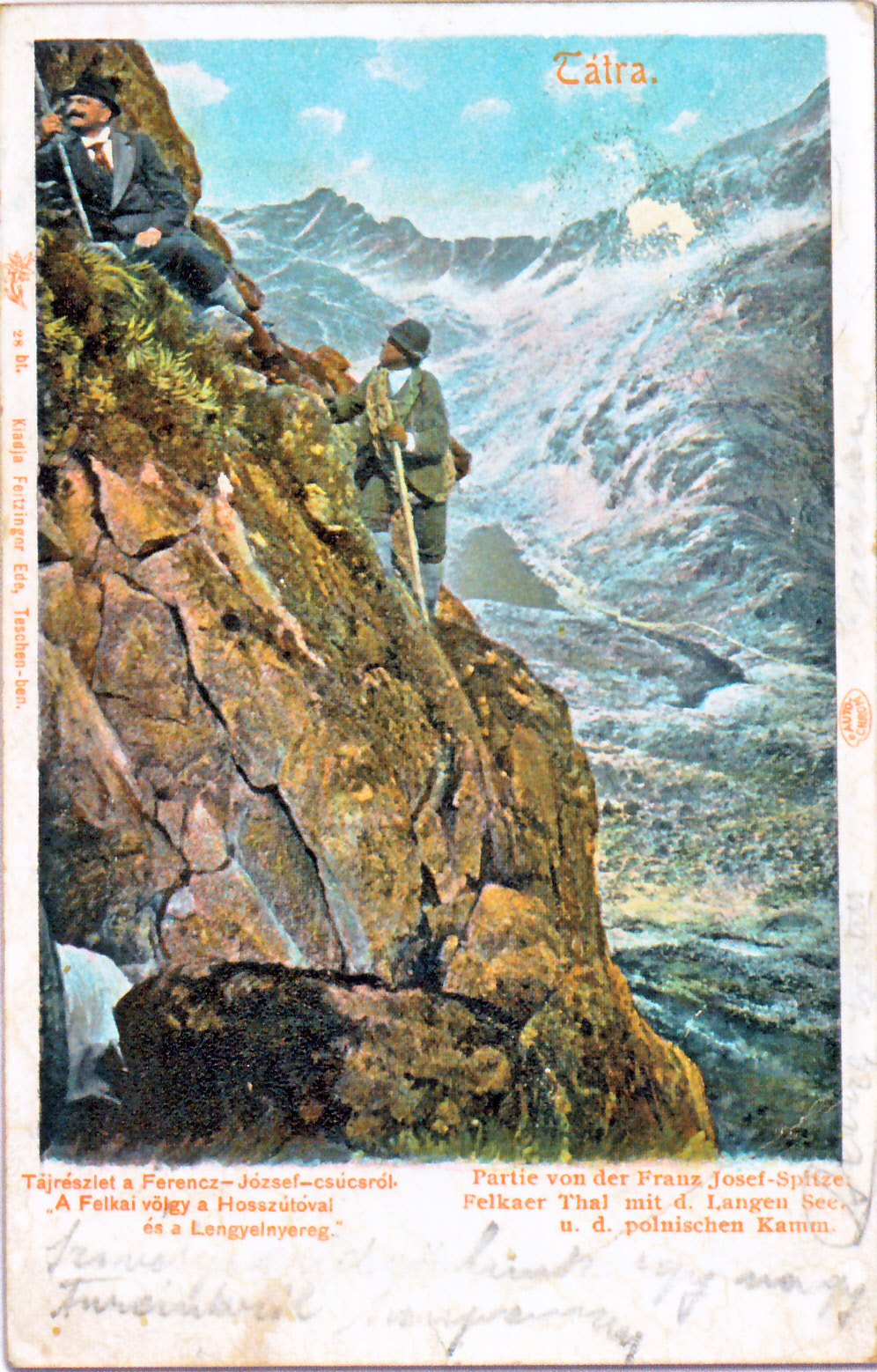
Aufstieg über die Velická próba auf einer historischen Postkarte, 1903

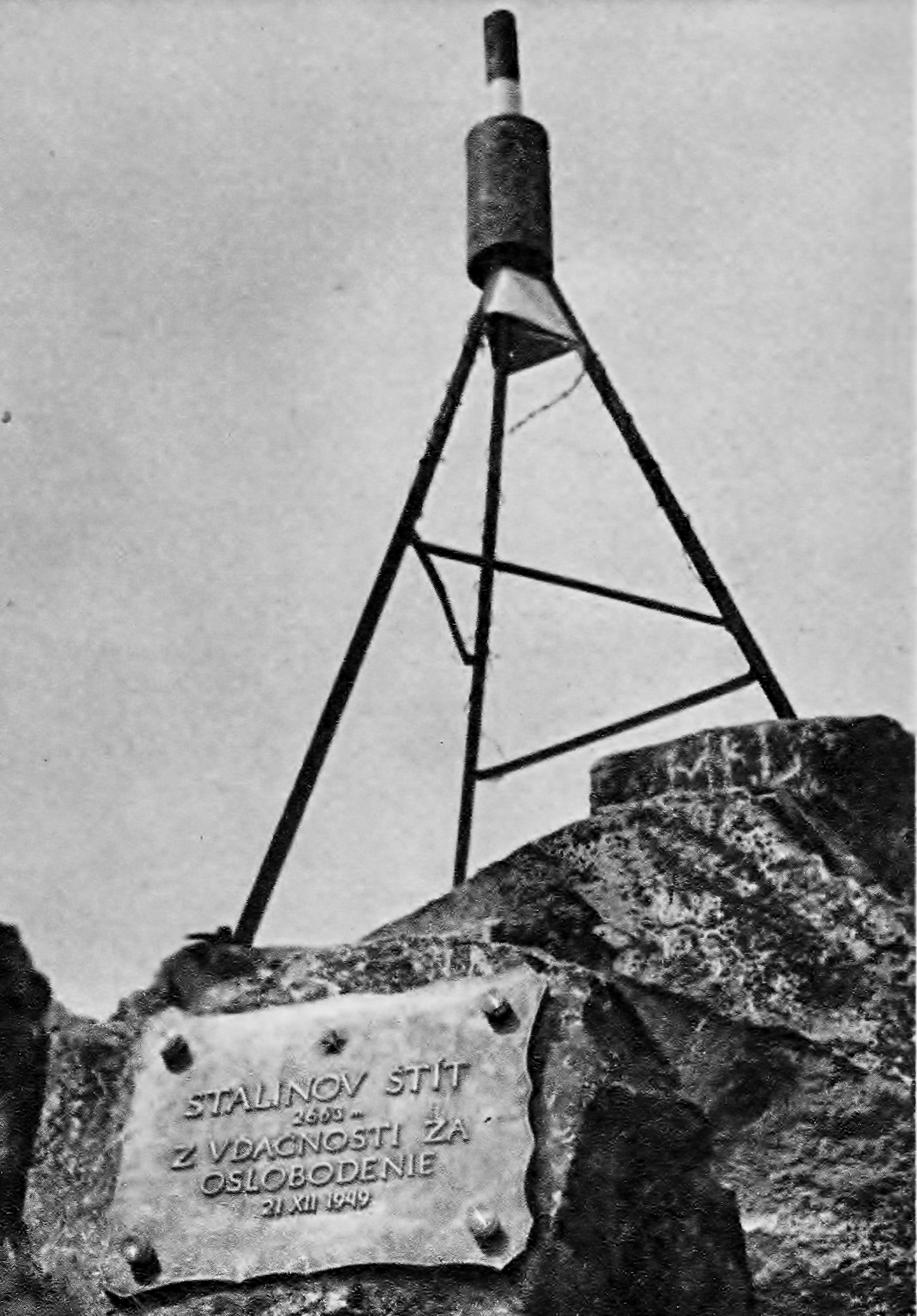
Die Bronzetafel mit dem Namen Stalinov štít (deutsch Stalin-Spitze). Die Höhenangabe 2663 m bezieht sich auf damals angegebene Höhe nach Pegel Triest.

Der Gerlachovský štít war nicht immer als der höchste Berg der Tatra angesehen. Im 18. sowie großen Teilen des 19. Jahrhunderts wurden aus jeweiligen Blickfeldern der Kriváň (2494 m n.m.) in der Liptau, der Lomnický štít (2634 m n.m., damals Vater oder Grossvater, deutsch Lomnitzer Spitze) in der Zips oder der Ľadový štít (2627 m n.m., deutsch Eistaler Spitze) vom Volk im polnischen Podhale als höchste Spitze angenommen. 1793 hielt der englische Reisende Robert Townson nach seinen Barometermessungen den Lomnický štít für die höchste Spitze, auch der schwedische Botaniker Göran Wahlenberg bezeichnete im Jahr 1813 den Ľadový štít als den höchsten, dessen genaue Höhe konnte er aber wetterbedingt nicht ermitteln. Nach Wahlenberg betrug die Höhe des Gerlachovský štít „lediglich“ 7300 Pariser Fuß, also 2371 m. Der Gerlachovský štít stand nach damaligen Verständnis nur auf viertem Platz. Der Hauptgrund für die Unterschätzung der Höhe war der Gebirgskessel, der, wenn vom Talgrund aus betrachtet, die Höhe des Bergs optisch verringert, der vorgelagerte Kotlový štít verbirgt zudem den Berg, wenn direkt vom Süden heraus betrachtet.
Erst der Förster Ludwig Greiner (slowakisch Ľudovít Greiner) stellte 1837 den Gerlachovský štít als den höchsten Berg fest und veröffentlichte dies 1839 in der Ofener Zeitschrift Gemeinnutzige Blätter zur Belehrung und Unterhalt. Er stellte die Höhe mit 8354 Wiener Fuß (gerundet 2641 m) fest, somit überragte der Berg nach seinen Messungen um etwa 50 Wiener Fuß den Lomnický štít. Auch in einem 1851 veröffentlichten Artikel der in Wien herausgegebenen slowakischen Zeitung Slovenské noviny wurde von Greiners Messungen am Gerlachovský chochol (im zeitgenössischen Slowakischen) berichtet, doch diese Annahme stieß insbesondere in der Zipser Presse auf wenig Verständnis, die die besondere Stellung des Lomnický štít weiter verteidigte. Obwohl 1868 eine Landesmessungs-Gruppe der k.u.k.-Armee Greiners These formal bestätigte, fanden seine Messungen erst nach der Ausgabe der Karten der Hohen Tatra im Jahr 1876 durch das Militärgeographische Institut breite Akzeptanz. Die gemessene Höhe betrug 2662,6 m, gerundet 2663 m, auch nach neueren Messungen in den Jahren 1895–96 wurden 2663 m angegeben. Lediglich Nikolaus Szontagh d. Ä., damals Chefarzt des Kurorts Nový Smokovec (deutsch Neuschmecks), gab in seinen Tatraführern die Höhe mit 2659 m an, wobei die Quelle dieser Messung unbekannt ist. Es ist zu beachten, dass diese Werte sich auf den Pegel Triest beziehen.
Als erste wahrscheinliche namentlich bekannte Besteiger gelten Johann Still, sein Schwager Jakob Gellhof, Martin Spitzkopf-Urban sowie zwei nicht namentlich bekannte Gämsenjäger, die den Berg im Jahr 1834 erreichten. Allerdings bestritt Still jahrelang seine Teilnahme oder gar den gesamten Aufstieg, auch wenn er ab 1872 im fortgeschrittenen Alter Touristen zum Gipfel begleitete und erst später seine Mitwirkung wieder zuließ. 1855 besuchten polnische Botaniker Zygmunt Bośniacki und Wojciech Grzegorzek, die zwar die Flora im Bergmassiv untersuchten, es ist aber nicht gesichert, ob sie auch auf dem Gipfel standen. Als sicher gilt hingegen die Besteigung durch österreichische Landesvermesser im Jahr 1868, die am Gipfel ihre Visitenkarten hinterließen. Nach Stills Angaben bestieg Martin Spitzkopf-Urban und ein unbekannter deutscher Tourist den Berg in den späten 1860er Jahren. Bis in die 1870er Jahre bestieg man den Berg über den südwestlichen Rücken  des Kotlový štít. Am 31. August 1874 bestiegen Edmund Téry und Moritz Déchy die Route über die Velická próba (Felker Probe), am 15. August 1877 folgte die Bezwingung der Batizovská próba (Botzdorfer Probe) durch Bergführer Ján Pastrnák und Ján Ruman-Driečny d. J., in Begleitung mit dem Ingenieur der Eisenwerke in Krompachy, Viktor Lorenc. Die zwei Proben wurden 1880 beziehungsweise 1891 durch Kletterhilfen gesichert. Der immer wachsende Tourismus führte in den 1870er Jahren zum Bau einer Hütte am See Velické pleso (Felker See) am östlichen Gebirgsfuß, die 1895 durch das Schlesierhaus (heute slowakisch Sliezsky dom) ergänzt und schließlich abgelöst wurde. Die Wintererstbesteigung führten am 15. Januar 1905 Janusz Chmielowski und Károly Jordán mit Bergführern Klemens Bachleda, Johann Franz d. Ä. und Paul Spitzkopf durch.
Nach der Umbenennung in Franz-Joseph-Spitze im Jahr 1896 wurden zwei Gedenktafeln am Gipfel angebracht. Die größere aus Diorit (80 mal 60 cm, 75 kg schwer) beinhaltete das vergoldete Wappen der Doppelmonarchie sowie einen Jubiläumstext auf Ungarisch, auf der kleineren aus Marmor wurde der neue Bergname eingraviert. Die kleinere Gedenktafel verschwand bereits kurz nach der Einsetzung, die größere wurde im Laufe der Jahre durch feindlich gesinnte Bergsteiger stückweise zerstört. Im Auftrag der Budapester Sektion des Ungarischen Touristenvereins (ungarisch Magyar Turista Egyesület, MTE) wurde 1909 die Planung einer Seilbahn von Weszterheim (heute Tatranská Polianka) zum Gipfel der Franz-Josef-Spitze aufgenommen. Neben der Bergstation sah das von Samuel Gabrínyi ausgearbeitete Projekt eine meteorologische Station und eine Schutzhütte am Gipfel. Das Gebäudeensemble sollte den Namen Budapesti ház (deutsch Budapest-Haus) tragen. Ein ähnliches Projekt wurde erst ab den späten 1930er Jahren auf dem Lomnický štít weiter nach Osten realisiert.
Anlässlich des fünften Jahrestags der Gründung des tschechoslowakischen Staates wurde am 12. August 1923 während einer Feier eine Blechflagge auf einem 5 m hohen Mast auf dem Gipfel installiert. Die vom slowakischen Lehrer Miloš Janoška geleitete Feier mit 200 Teilnehmern wurde um etwa zweieinhalb Monate vor dem eigentlichen Jahrestag am 28. Oktober vorgezogen, um die Ferien und sommerliches Wetter ausnutzen zu können. Die Blechflagge verschwand im nächsten Jahr während eines Sturms. Der Umbenennung in Stalin-Spitze im November 1949 folgte die Aufstellung einer 46 kg schweren Bronzetafel mit dem neuen Namen im Mai 1950. Bis 1956, als dieser Name während der Entstalinisierung gestrichen wurde, musste die Tafel wegen Beschädigung zweimal getauscht werden, wobei die Ersatztafeln aus billigeren Materialien gefertigt wurden. Im Zuge der Umstellung des Höhensystems in der Tschechoslowakei vom Pegel Triest zum Kronstädter Pegel wurde 1958–59 auch die Höhe von Gerlachovský štít nochmal gemessen und kam zum Ergebnis von 2654 m, später auf 2654,4 m präzisiert.

## Bergsteiger

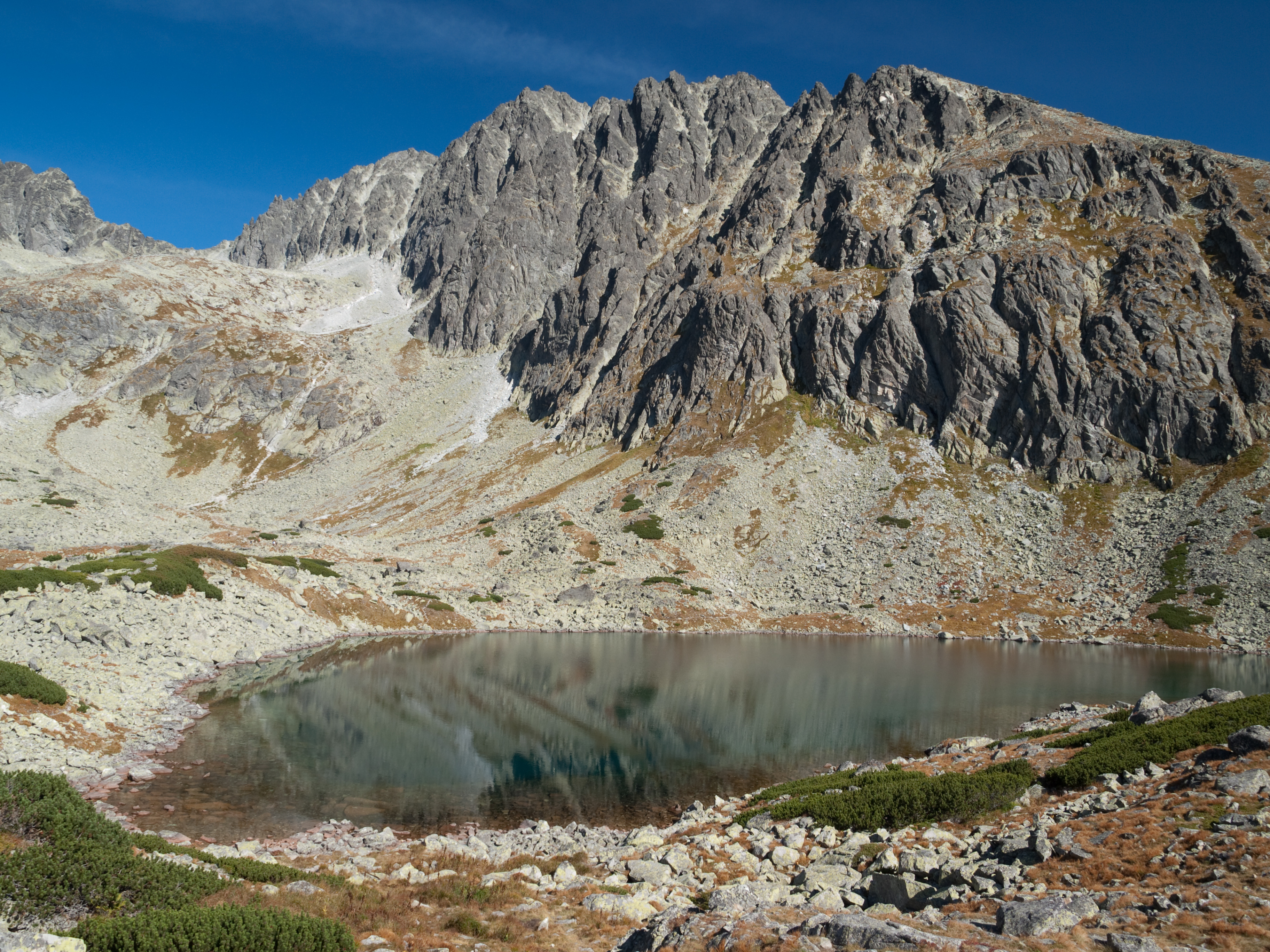
Das Bergmassiv des Gerlachovský štít vom Bergsee Batizovské pleso aus

Der Berg ist im Sommer für geübte Bergwanderer in einer Tagestour gut erreichbar. Zum Gipfel führt kein touristischer Wanderweg und die Besteigung ist nur für Mitglieder alpiner Vereine oder mit einem Bergführer erlaubt. Der beste Anstiegsweg beginnt beim Berghotel Sliezsky dom und führt über die Velická próba und über den Kotlový štít bis zum Gipfel. Der Abstieg erfolgt üblicherweise ins Tal Batizovská dolina über die Batizovská próba und die Tatra-Magistrale zurück zum Berghotel. Beide Routen haben den Schwierigkeitsgrad I nach der UIAA-Skala. Etwas schwieriger sind die Tatarkova próba, die nördlich des Sees Dlhé pleso (Langer See) beginnt und über den Sattel Gerlachovské sedlo zum Gipfel führt sowie der Kammweg Martinský hrebeň (kurz Martinka oder Martinovka, benannt nach Alfred von Martin) vom Sattel Poľský hrebeň im Norden heraus, beide mit dem Schwierigkeitsgrad II–III.